# Château de La Rochefoucauld
Pour l’article ayant un titre homophone, voir Château de la Rochefoucauld dans l'Oise.
Le château de La Rochefoucauld situé à La Rochefoucauld en Charente,
est un château Renaissance construit en grande partie vers 1520 à l'emplacement d'une forteresse féodale du XIe siècle dont ont été conservées les tours.
Le château et son parc ont été classés monument historique en 1955. Depuis sa première construction, il appartient à la  famille de La Rochefoucauld.

## Historique
Le premier château fortifié de La Rochefoucauld a été construit vers 1026 sur un rocher surplombant la Tardoire.

### Depuis les origines auXIesiècle
En 1019, Foucauld, seigneur de La Roche, apparaît dans un acte du cartulaire d'Uzerche : il assiste avec ses fils, sa fille Ava et son gendre, Aimery Ostafranc, à une donation du vicomte de Limoges de l'église de Nieuil à l'abbaye d'Uzerche. Dans un document de l'abbaye de Saint-Cybard d'Angoulême daté de 1026, Foucauld est qualifié de seigneur très noble du château appelé la Roche : « vir nobilissimus Fulcaudus de castrum qui vocatur Rocha ». C'est la plus ancienne mention connue de l'ancien château féodal qui n'existe plus.
On doit, sans doute, à ce seigneur la construction du donjon. Il s'élève, alors, à 16 m de haut. Ses murs, mesurant 11,78 × 12,06 m de côté, ont une épaisseur comprise entre 2,30 et 2,50 m. Ils sont munis de contreforts plats, de 80 cm de largeur, au milieu des côtés et dans les angles. Le joint de reprise entre les deux états du donjon est encore visible, côté intérieur du château. Ce donjon a une structure proche de ceux construits à la même époque par le comte d'Anjou, Foulques Nerra : Langeais en 994, Loches vers 1030.
Le donjon, dans son état initial, comprend deux niveaux : un premier niveau aveugle d'environ 10 m de hauteur dont le seul accès est une trappe dans la voûte ; un second, de 5,40 m de hauteur, servant d'habitation avec une fenêtre côté est et une porte côté nord, sans cheminée au moment de la construction.
Un texte de 1109 signale un bâtiment d'habitation contre le donjon, probablement en bois, dans laquelle vit le seigneur et sa familia (famille et familiers).
Vers 1050, les biens de la vicomté de Limoges sont répartis. Les descendants de Foucauld deviennent, probablement à cette époque, seigneurs du château de La Roche. Cependant le fief reste au vicomte de Limoges, avant d'être pris par les comtes d'Angoulême.
En 1059, les fils de Foucauld, Gui et Adémar, décident de faire venir neuf moines de l'abbaye Saint-Florent de Saumur pour créer un prieuré sur des terres qu'ils possèdent face au château, dans le souhait qu'autour de ce prieuré se développe une cité.
Les seigneurs de La Roche, encouragés par le comte du Poitou, prennent le château de Verteuil, veulent s'emparer des châteaux de Loubert, Chabanais et Confolens, mais subissent les attaques des comtes d'Angoulême : d'abord de Bougrain II, qui démantèle Verteuil en 1137, puis de son fils Guillaume IV Taillefer, qui pille le château de La Rochefoucauld en 1148.
Emma de La Rochefoucauld, dont on trouve mention en 1140, est la dernière descendante de la famille de la Roche. Fille et héritière d'Aymar de La Roche, seigneur de La Rochefoucauld et de Mathilde de Chabanais, elle épouse Robert, seigneur de Marthon. Son domaine passe, ainsi, dans la famille de celui-ci,,. Guy de Marthon, leur fils, prend le nom de sa mère et devient seigneur de La Rochefoucauld, Verteuil, Marthon, Blanzac, etc. Il est l'auteur de l'actuelle lignée des La Rochefoucauld.
En 1299, le roi Philippe le Bel érige en baronnie la seigneurie de La Rochefoucauld.
En 1308, le comte d'Angoulême, Gui Ier de Lusignan, meurt sans descendant direct et fait un testament en faveur du roi d'Angleterre. Cela amène le roi Philippe le Bel à confisquer son comté, mais il laisse à Foulques de La Rochefoucauld, évêque d'Angoulême, le choix d'une solution pour le fief vicomtal dont il est par ailleurs le suzerain. En 1310, Foulques choisit de le vendre, pour 1 400 livres, à son neveu Gui VII de La Rochefoucauld.
En 1350, Aimeri III de La Rochefoucauld fait construire les deux tours d'entrée.
En 1453, Jean de La Rochefoucauld édifie les trois tours d'angle et surélève le donjon. Le 17 juillet, le roi Charles VII se trouve au château de La Rochefoucauld, chez son conseiller et chambellan. C'est là qu'il apprend, à dix heures du soir[réf. nécessaire], la victoire de ses troupes sur celles du connétable John Talbot, commandant les troupes anglaises, à la bataille de Castillon. Cette victoire met fin à la guerre de Cent Ans.

### Le château Renaissance

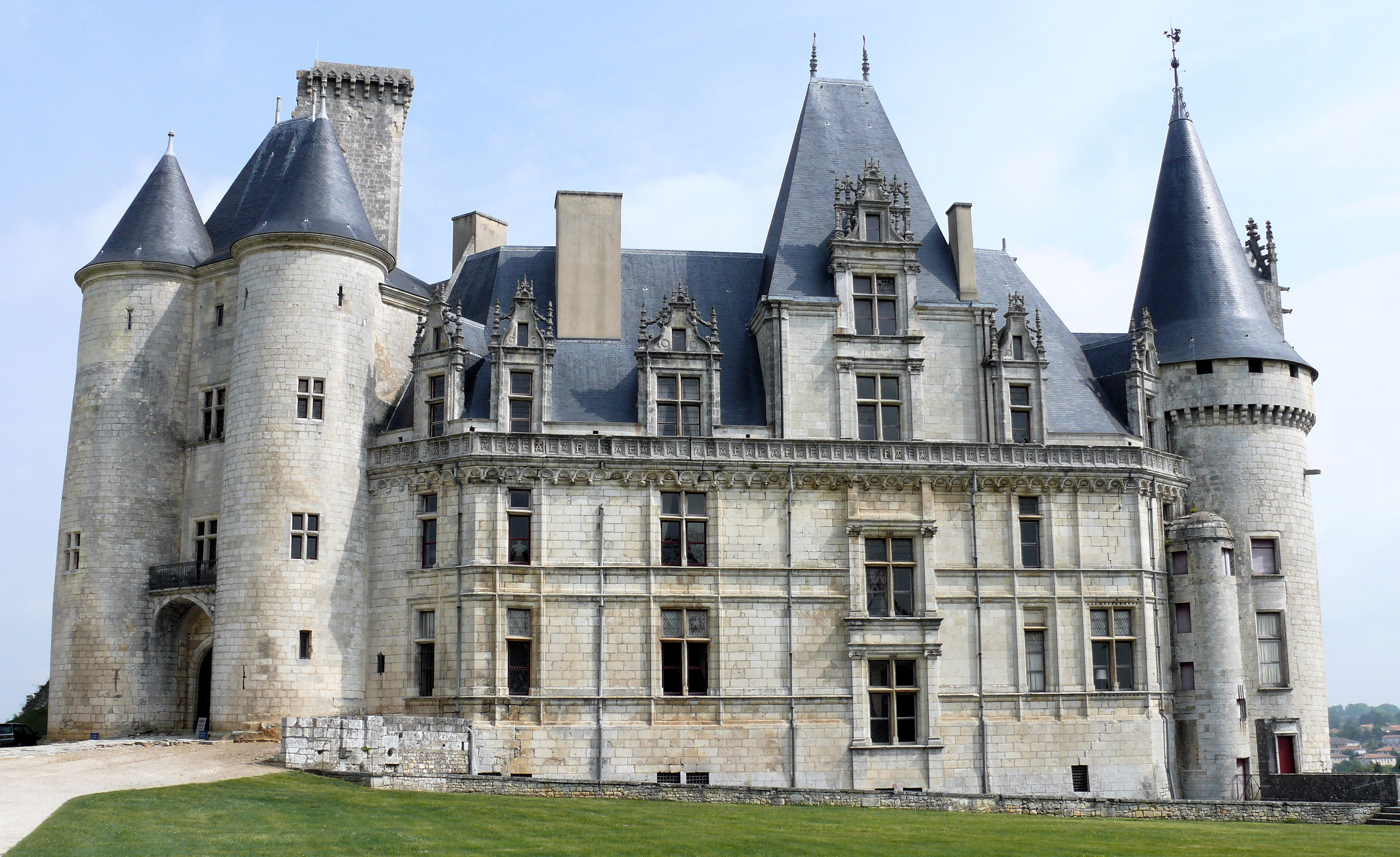
Aile sud Renaissance, entre le châtelet et la tour des Archives. Presque au centre, la haute tour carrée dans laquelle se trouve l'escalier hélicoïdal.

En 1494, François Ier de la Rochefoucauld est le parrain du fils du comte d'Angoulême et de Louise de Savoie. Cet enfant, auquel il donne son prénom, est le futur roi de France, François Ier. En 1515, son filleul érige en sa faveur la baronnie de La Rochefoucauld en comté, en y incorporant la baronnie de Marthon.
François II de La Rochefoucauld (1494-1533), marié à Anne de Polignac, fait construire la plus grande partie du château : deux corps de logis, des galeries superposées, la chapelle et un grand escalier en colimaçon du même dessin que celui du château de Bonnivet en Poitou, détruit au début du XIXe siècle.
Cas unique en France, les galeries sont superposées sur trois étages selon un modèle italien (palais Farnèse).
Le château Renaissance conserve les éléments du château précédent (en particulier le donjon et les tours) : l'agencement est étudié pour que le donjon reste bien visible tant de l'extérieur du château que de l'intérieur de la cour.
En 1533, François II de La Rochefoucauld ordonne à sa future veuve de se retirer dans le château de Verteuil. Dès lors, le château de La Rochefoucauld, inhabité, n'est plus utilisé que pour de grandes réceptions officielles.

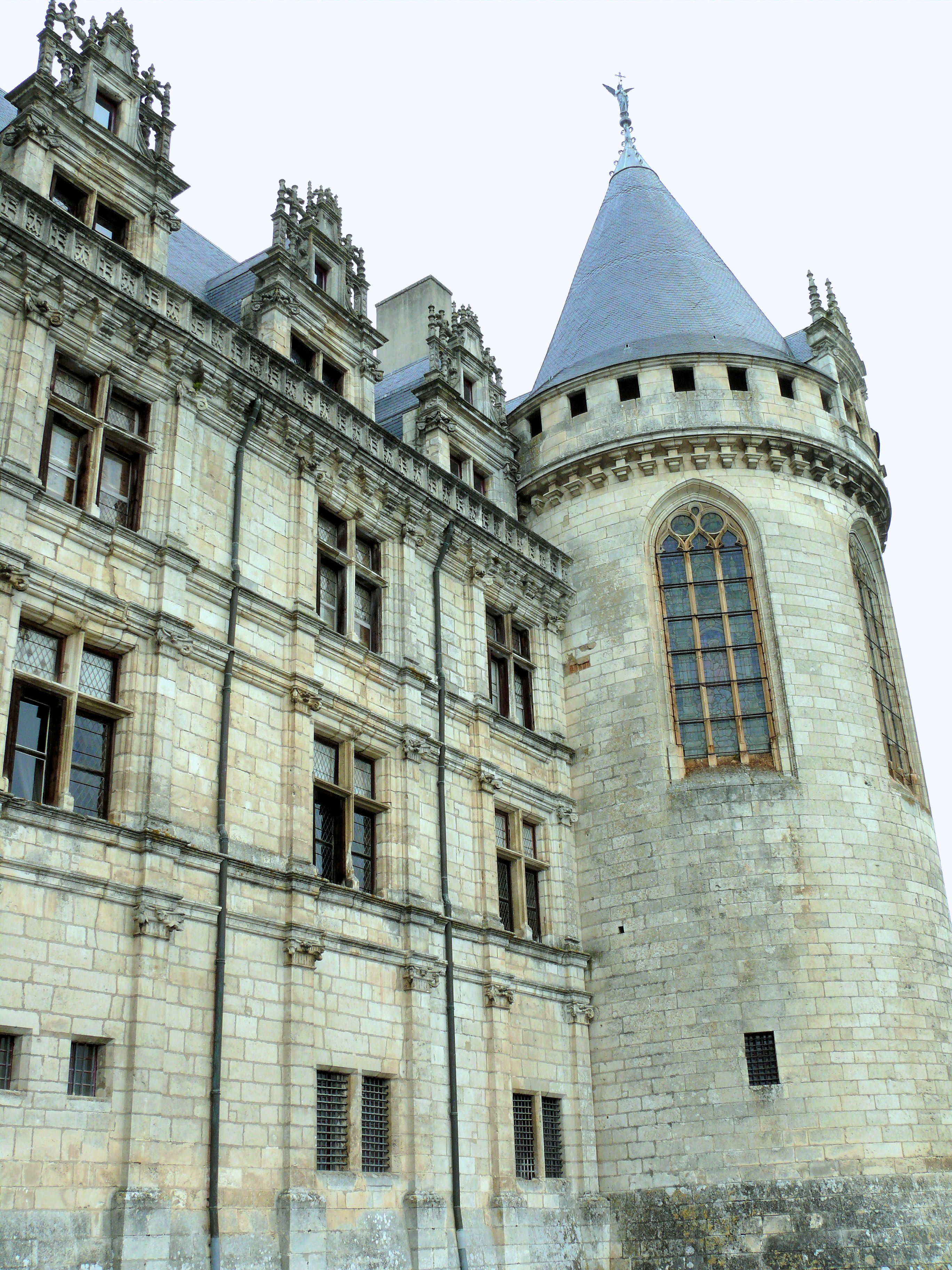
Aile est côté ville : façade reprenant les dispositions du château de Bonnivet et tour de la chapelle.
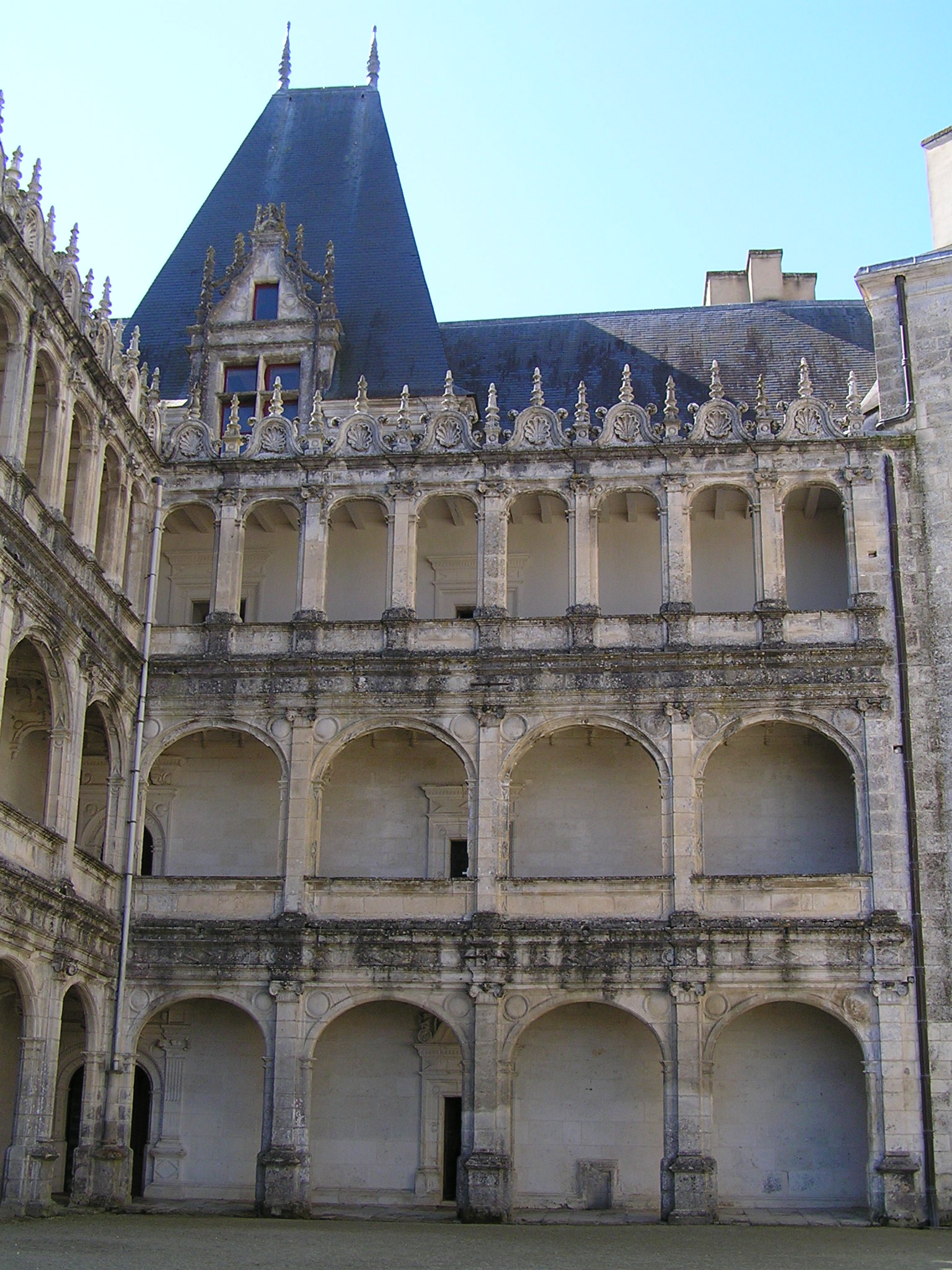
Arcades du côté cour.
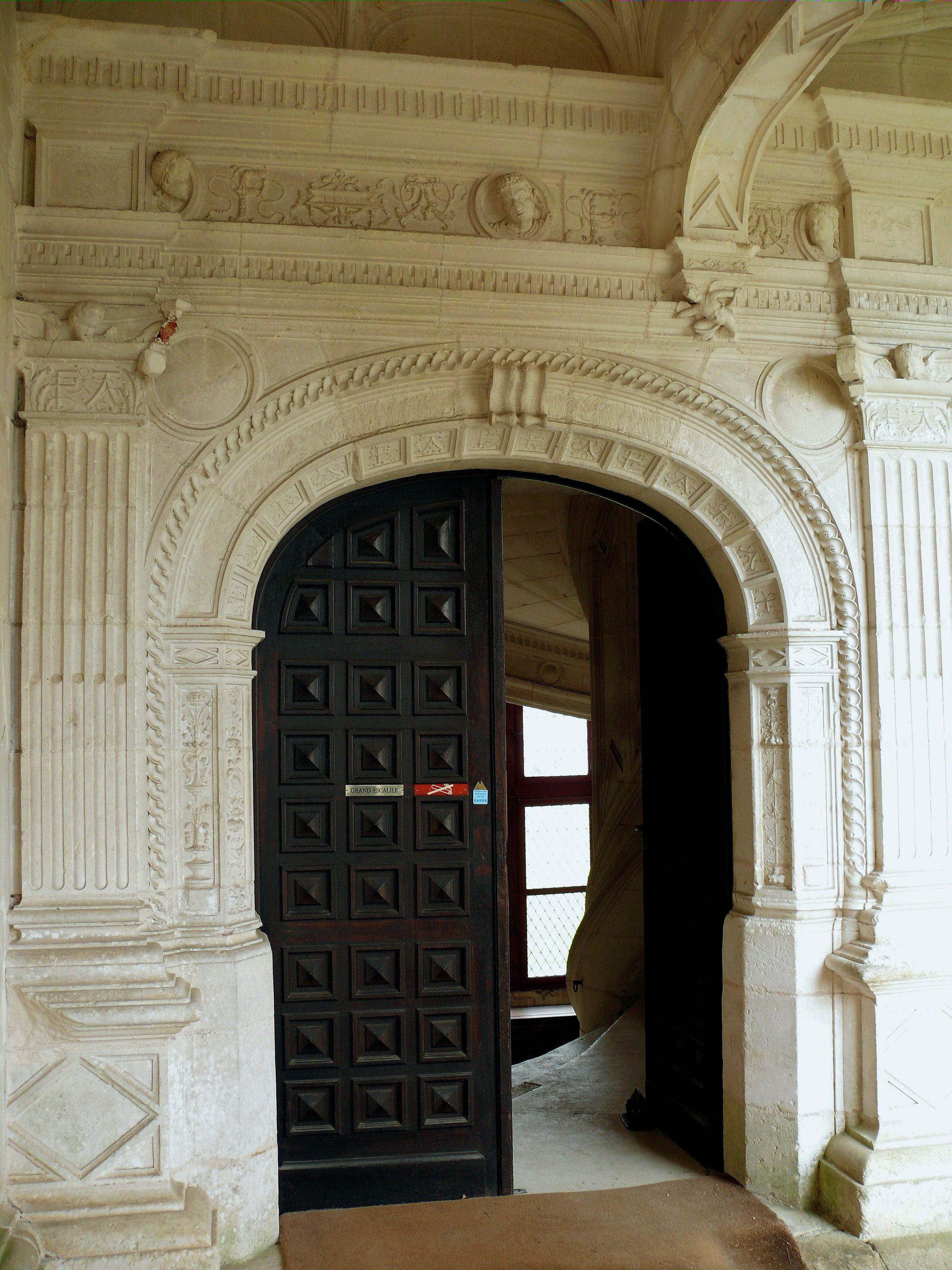
Porte sur la cour donnant accès au grand escalier.
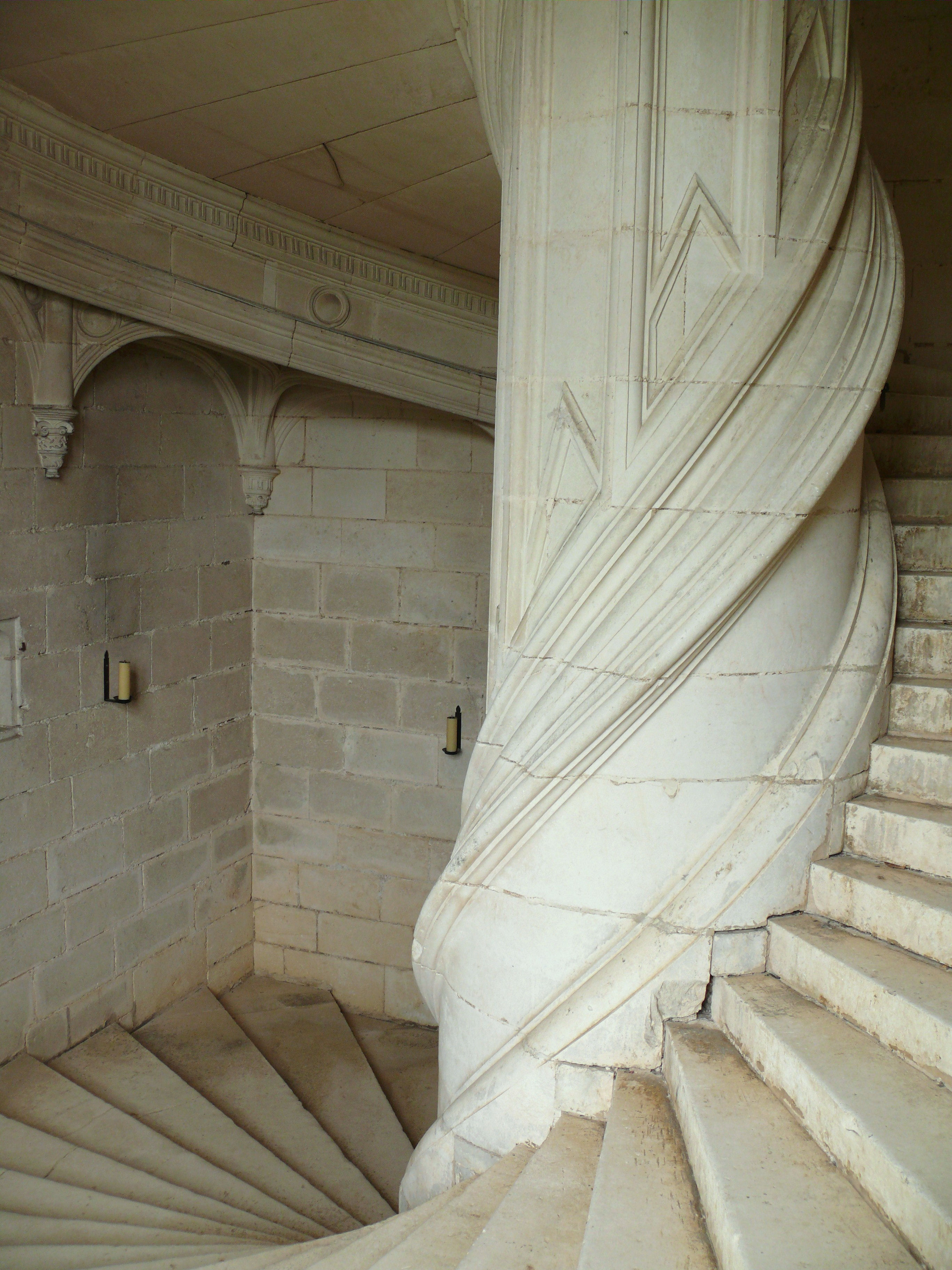
Escalier : noyau central.

En 1760, l'aile XVIIe siècle, qui a brûlé, est reconstruite.
Les archives du château sont détruites à la Révolution.
L'accès au château se fait du côté du plateau, à travers un pavillon datant du début du XVIIe siècle. L'édifice est précédé d'un vaste parterre sur lequel se développe la façade du corps de logis, datant du XVIe siècle.
À la fin du XIXe siècle, l'aquafortiste vendéen Octave de Rochebrune (1824-1900) représente au moins deux aspects du château : sa façade dominant la Tardoire et le bourg, ainsi que celles de la cour intérieure à triples galeries Renaissance.

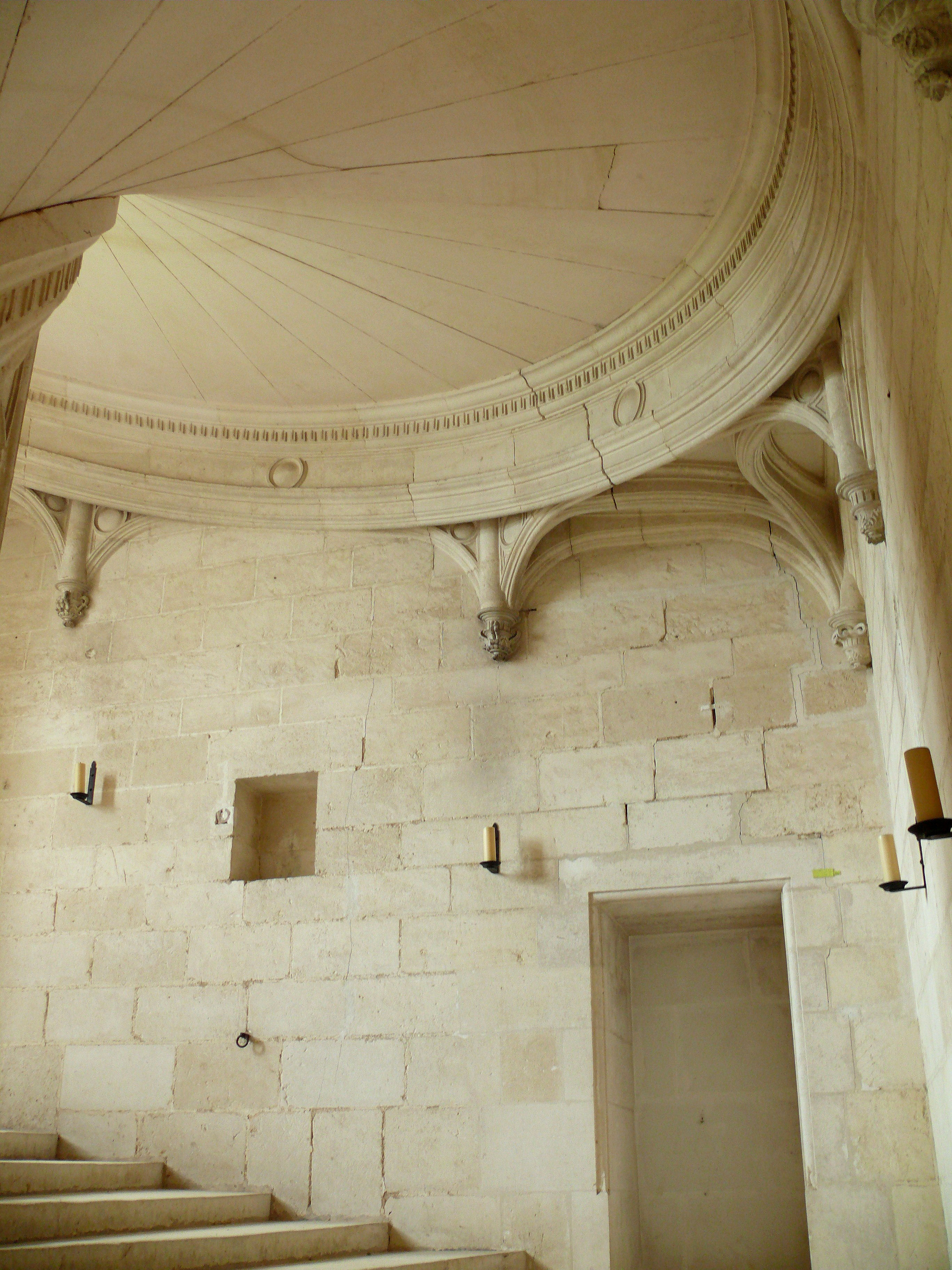
Aile sud : escalier où est inscrit un escalier hélicoïdal dans une tour à base carrée.
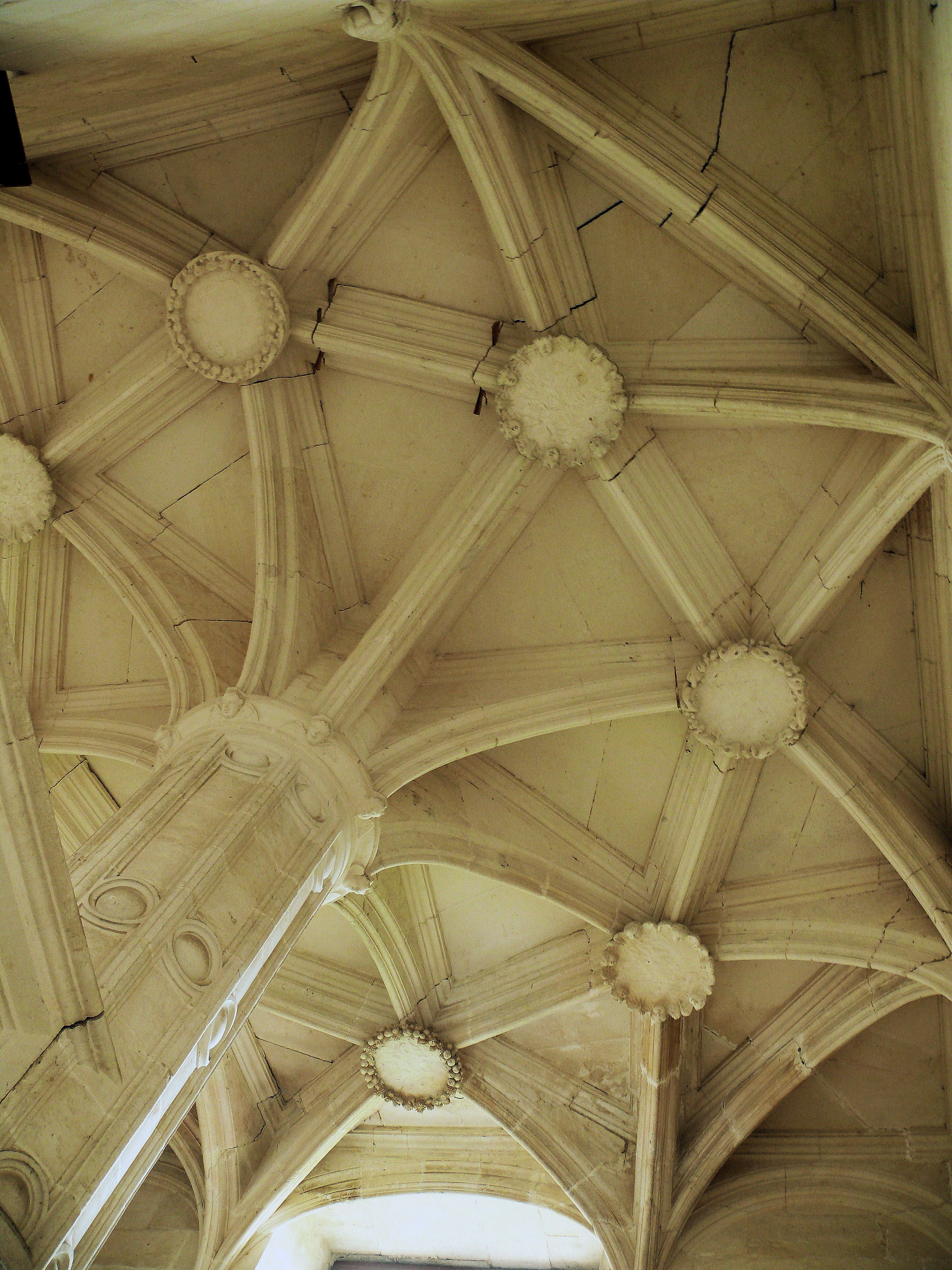
Aile sud : voûte de l'escalier.
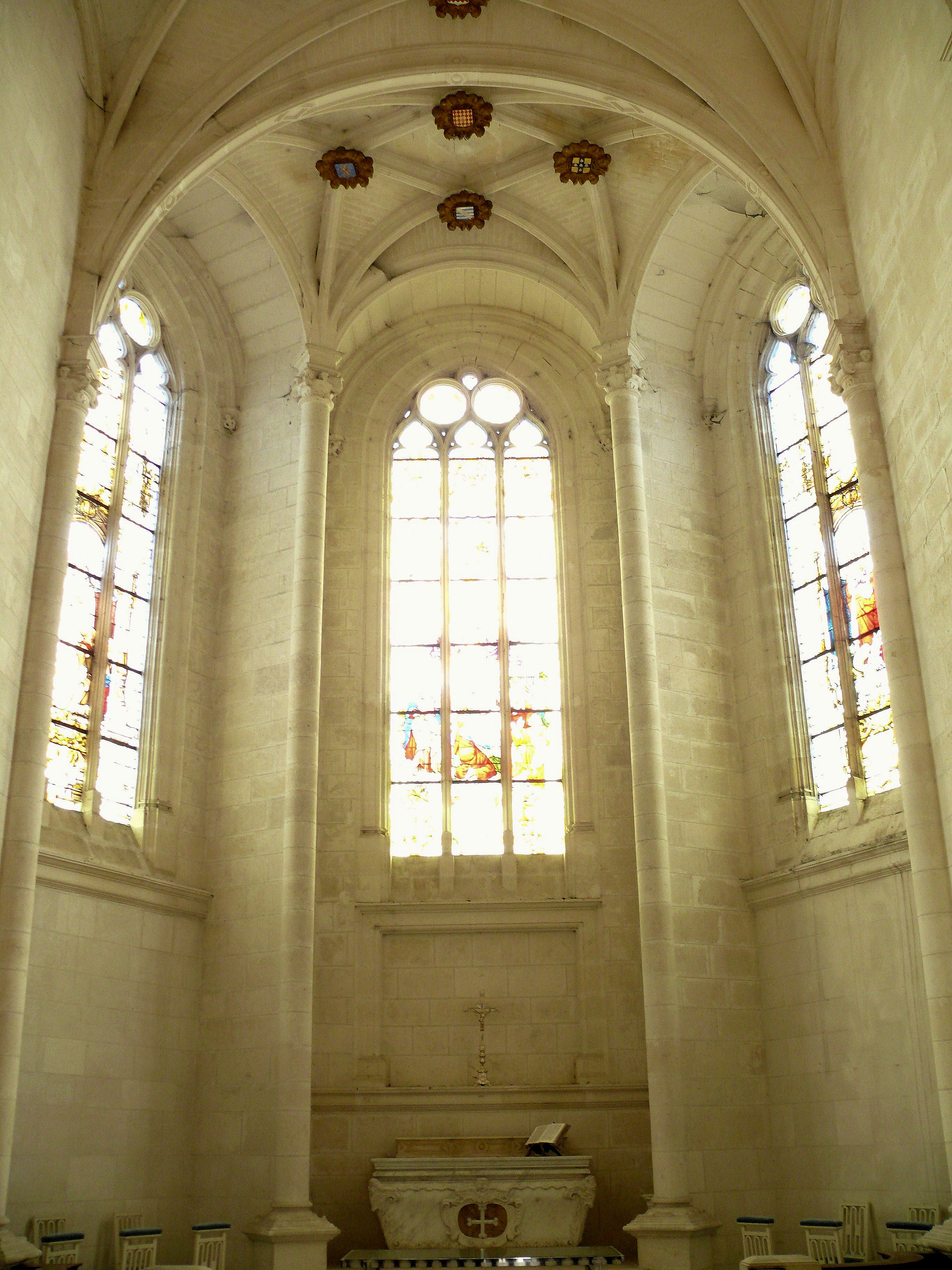
Chapelle dans la tour de l'aile est. Les clés de voûtes portent les blasons des familles apparentées aux La Rochefoucauld.

En 1909, François XVII de La Rochefoucauld meurt prématurément. Sa sépulture est placée dans la chapelle dont l'intérieur a été modifié : nouveaux vitraux, pose d'une tribune, chœur recarrelé en céramique vernissée portant inscrite, sur une banderole, la devise familiale « C'est mon plaisir » et les initiales de l'enfant disparu. Le tombeau, de style Renaissance, comporte son buste en marbre blanc ceint d'un tondo en céramique polychrome. Un portrait peint en pied, un temps transféré du grand salon, y a été depuis replacé. Son père, François XVI (1853-1925), 11e duc, et sa mère, Matti-Elizabeth Mitchell (1866-1933), ont aussi été inhumés, ultérieurement, dans la chapelle. La succession obérée de la duchesse, qui n'aurait vécu au château que deux ans, entraîna la vente de son mobilier. Certains de ses éléments, présumés provenir du prince Orlov (1787-1862), sont acquis par Alphonse et Raymond Réthoré pour leur projet de château à la Mercerie près de Villebois-Lavalette, mené de 1939 à 1970, et dont le mobilier est lui-même vendu aux enchères en 1987. Des cartes postales de la collection Braun montrent la chapelle et certaines pièces meublées.
Le château, ainsi vidé, reste longtemps inhabité. Pendant la Seconde Guerre mondiale, il sert de dépôt d'archives. Puis, livré aux troupes d'Occupation, il en sort dans un état de délabrement avancé, qui ne fait que s'aggraver pendant les 40 années qui suivent.
Le 28 janvier 1960, la partie ouest du donjon s'effondre. Ce pour deux raisons : non seulement ce très ancien bâtiment n'est plus guère entretenu mais de plus, selon une inspection du château, toute la partie sud « glissait » sur le rocher. La crue de 1962 montre l'importance de la circulation de l'eau souterraine ; des explorations spéléologiques permettent de repérer d'importantes cavités karstiques qui risquent de mettre en danger la solidité de l'édifice.

### La restauration à la fin duXXesiècle
Profitant du passage de Charles de Gaulle, président de la République, à La Rochefoucauld le 12 juin 1963, la municipalité et les représentants du département sollicitent son intervention afin de consolider les fondations du château. Le président demande effectivement à André Malraux, ministre des Affaires culturelles, d'engager des études, notamment sur l'état du sous-sol portant les fondations, élément qui conditionnerait l'éventuelle intervention financière de l'État. Plusieurs années de travaux sont nécessaires pour permettre de stabiliser les karsts situés sous le château. Ils continuent avec les parties en élévation, mais la restauration du donjon n'a malheureusement pu être engagée à ce jour. Ce fut l'opportunité pour les propriétaires de demander à l'architecte Ieoh Ming Pei « un projet d'inspiration très contemporaine ».
À partir de 1990, le château fait l'objet d'une restauration d'envergure sous l'impulsion de Sonia Marie Matossian, seconde épouse de François, 14e duc de La Rochefoucauld (1920-2011, décédé à La Rochefoucauld). À la suite de la vente en 1993 du château de Montmirail, les meubles, les nombreux tableaux (essentiellement des portraits de famille), livres et divers souvenirs familiaux qui s'y trouvaient, sont installés à La Rochefoucauld. Y sont également transférés, les années suivantes du château de Liancourt, autre propriété familiale, une riche bibliothèque (fin du XVIIIe siècle) de plus de 20 000 volumes — installés dans plusieurs salles aménagées à cet effet sur des rayonnages offerts par la Caisse d'épargne — un chartrier composé d'environ 10 000 pièces d'archives — dont nombre de copies d'actes anciens, faites au XVIIIe siècle — ainsi que 300 cartes et estampes.

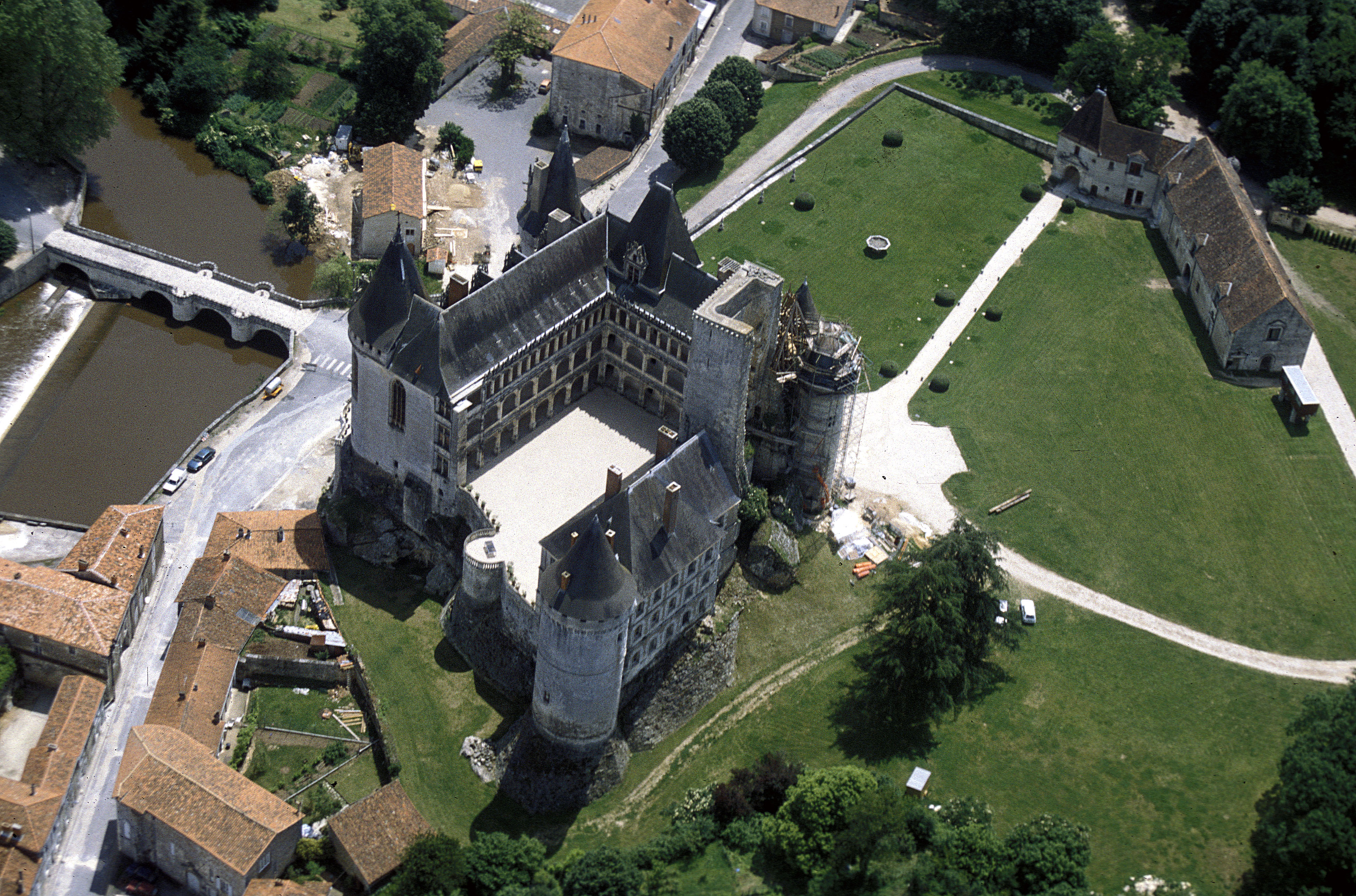
Vue aérienne du château de La Rochefoucauld.
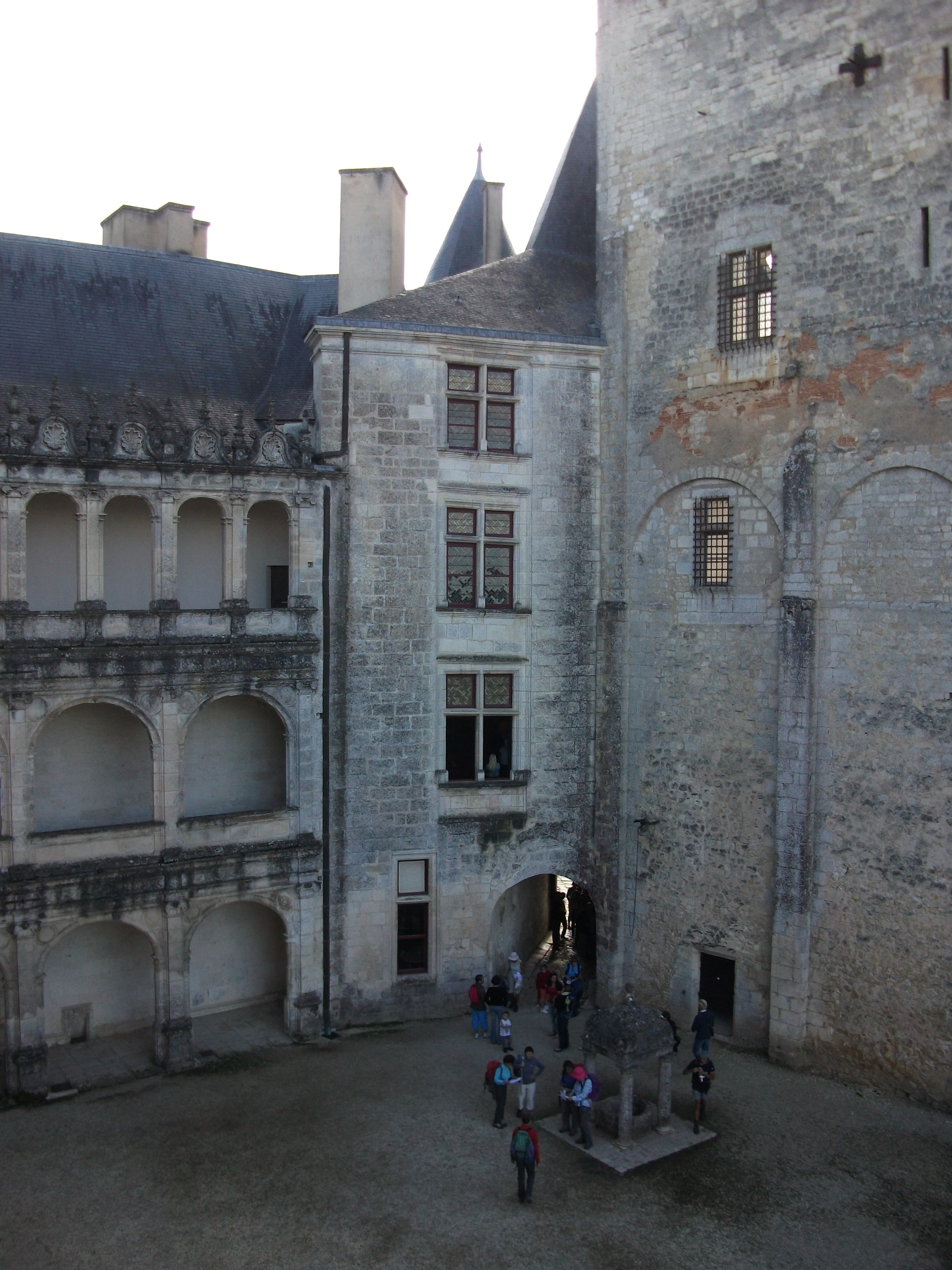
Le donjon, à droite.
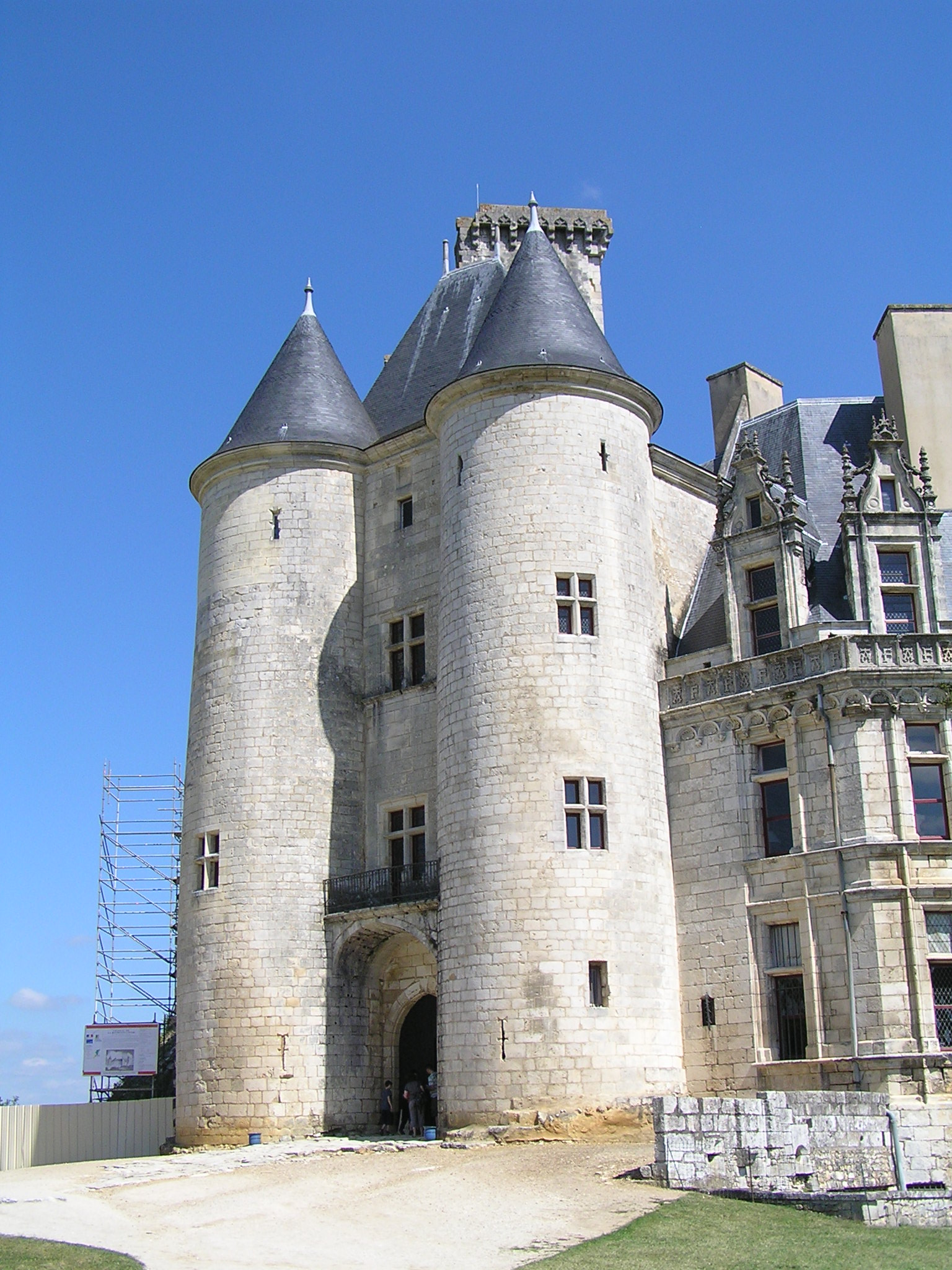
Châtelet d'entrée.
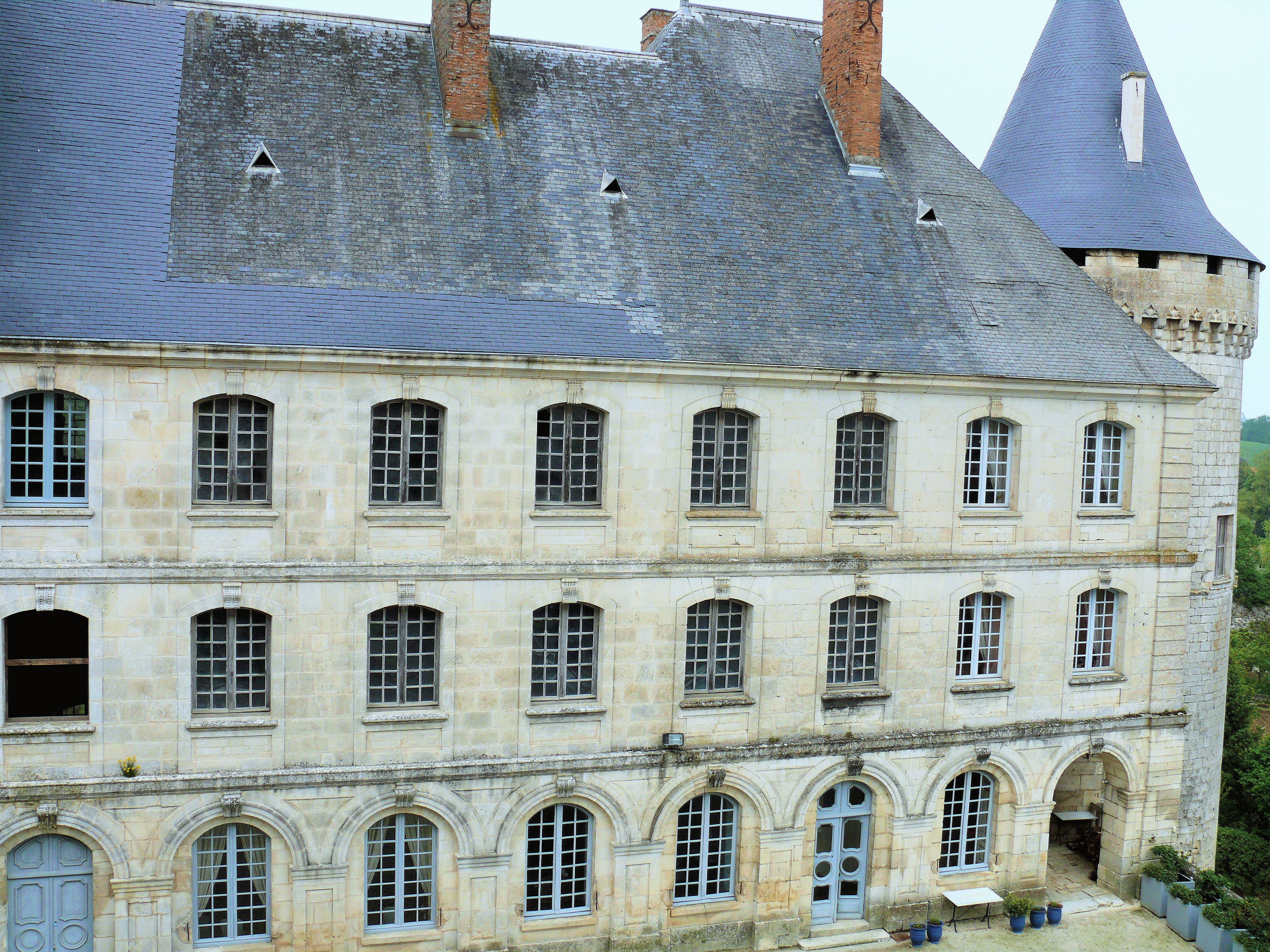
Aile du XVIIIe siècle, côté cour.
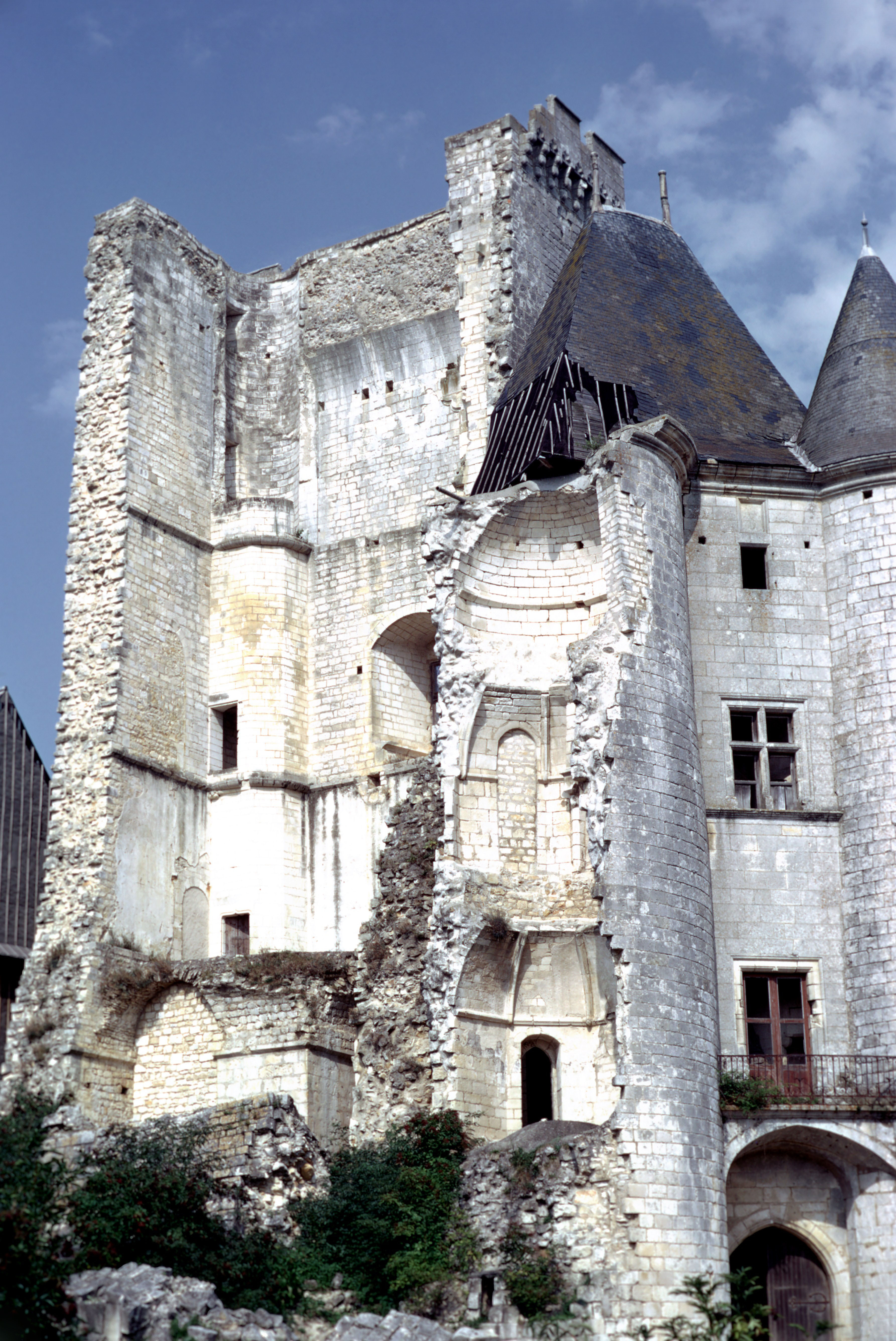
Donjon et l'une des tours jumelles en partie effondrés en 1973.

## Description
C'est un imposant château de Charente et exemple d'architecture Renaissance.
La famille de La Rochefoucauld a conservé le donjon pendant toutes les périodes d'agrandissement et de reconstruction du château comme témoin de l'ancienneté de leur Maison.
Le vieux donjon roman est la partie la plus ancienne, construite sur les premiers 16 mètres, par Foucauld Ier, vers 1030. Les autres parties du château devaient être construites en bois. Sa face ouest s'est effondrée en 1960 ; le projet de reconstruction n'a pas abouti. Lui est accolé le châtelet d'entrée (XIIIe siècle) avec ses deux tours. Les tours de flanquement coiffées de mâchicoulis et de hautes poivrières datent des XIIIe – XVe siècle. Le donjon est surélevé, à la même période que les tours, de façon qu'il continue à dominer le château. Il est muni de mâchicoulis avec un toit.
Les deux corps de logis des XVIe – XVIIIe siècle sont à étages et dans le toit présentent des fenêtres à fronton très travaillées formant une dentelle de pierre. Il y a un foisonnement de sculptures, mais du style élégant de la première période de la Renaissance. La mouluration de l'aile sud est encore gothique alors qu'autour de la cour, les ailes est et sud présentent un décor de portiques et d'arcades sur trois niveaux à l'italienne (cas unique en France). La chapelle est voûtée d'ogives et sa porte est encadrée de colonnes cannelées à chapiteaux corinthiens. Le chef-d'œuvre du château est l'escalier hélicoïdal de 107 marches sans palier conçu par Léonard de Vinci au XVIe siècle : il est situé dans une tour carrée de l'aile sud.
En 1615, le château médiéval est démoli. La cour est ouverte vers le nord.
En 1636, François V de La Rochefoucaud demande à l'architecte Guillaume Cazier d'Angoulême de reconstruire l'aile ouest contre le donjon. Le duc en avait dessiné le plan, avec deux chambres basses et deux chambres hautes. Ce duc fit entreprendre par le maître maçon Jean Cazier, neveu de l'architecte, des travaux de pavage de la muraille côté ville.
Reconstruction en 1760 de l'aile du XVIIe siècle qui avait été construite par François V et détruite par un incendie.

L'intérieur et le salon
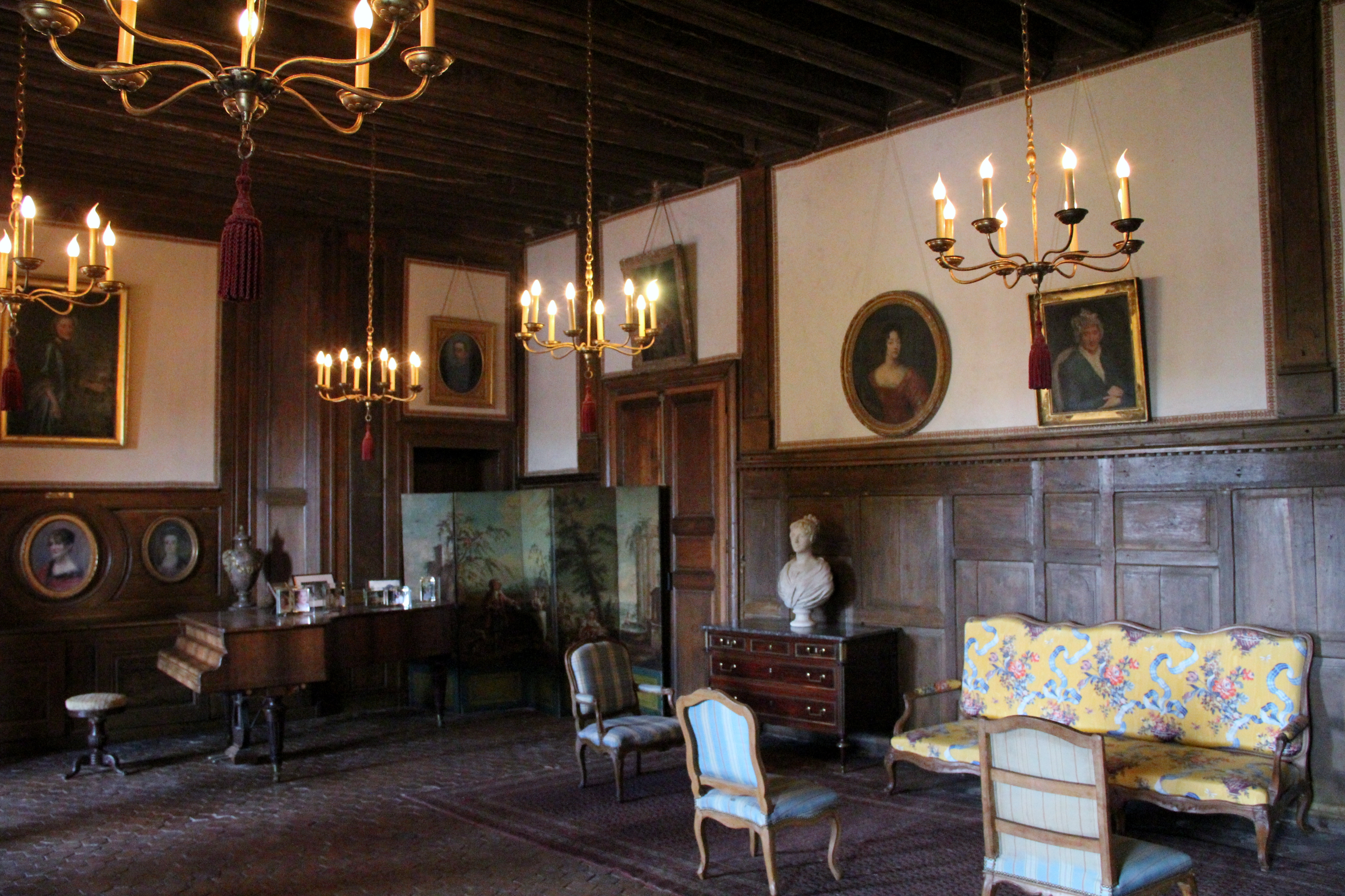
Le salon.
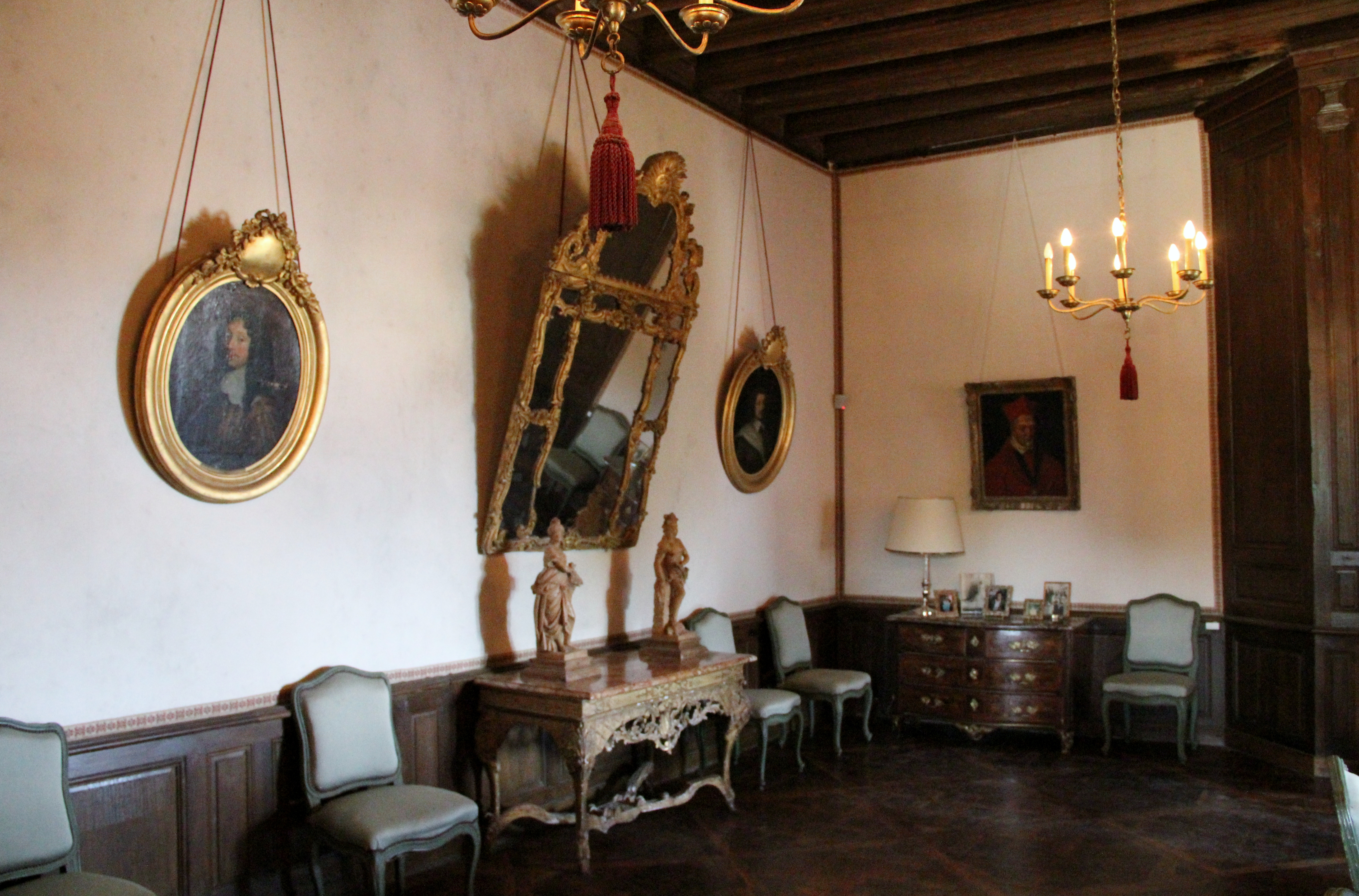
Miroir Louis XIV.

### Fontaine italienne

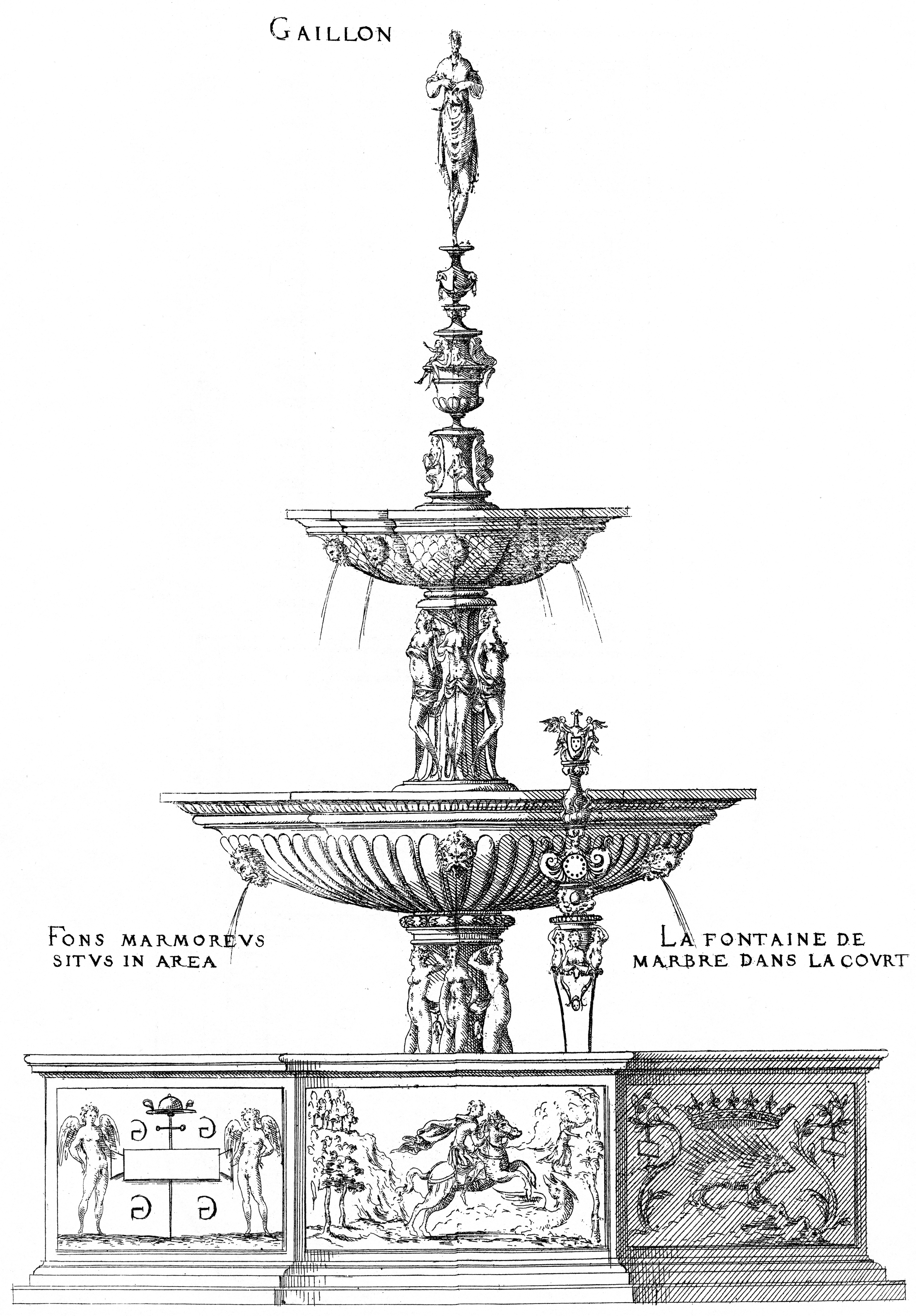
Fontaine en marbre de Carrare du château de Gaillon.

La grande vasque (4 m de diamètre) sur pied placée sur l'esplanade sud du château est l'élément constitutif de la fontaine monumentale en marbre de Carrare sculpté envoyée d'Italie en 1509 pour la cour d'honneur du château de Gaillon (Eure), propriété depuis 1262 des archevêques de Rouen, dont le cardinal Georges d'Amboise fit de 1506 à 1509 un « palais italien » et le premier château français de style Renaissance.
La fontaine, en mauvais état d'entretien, fut démontée sur l'ordre du cardinal de Saulx-Tavannes (promu le 18 décembre 1733).
Le dernier archevêque et primat de Normandie (25 avril 1759) résidant étant le cardinal de La Rochefoucauld, le bassin et son socle furent transportés au château de Liancourt (détruit), appartenant à cette famille, puis finalement placés ici.